# Heinolan Peliitat
Le Heinolan Peliitat est un club de hockey sur glace de Heinola en Finlande. Il évolue en 2. Divisioona, le quatrième échelon finlandais.

## Historique
Le club est créé en 1984 sous le nom de Heinolan Peliitat. De 1989 à 2011, il est nommé Heinolan Kiekko. En 2011, il reprend le nom de Heinolan Peliitat.